# ジャフロム郡
ジャフロム郡（ペルシア語: شهرستان جهرم）とは、イランのファールス州]の郡である。郡中心市はジャフロム。2016年当時の人口は228,532人、70,187世帯。
農業、園芸、カーペットの生産がジャフロム郡の主要な産業であり、郡内には石炭を産出する鉱山も含まれている。